# Underställning
Underställning kallas det inom juridiken när en domstol eller myndighet på eget initiativ begär att få sitt beslut fastställt i en högre instans. Om den högre myndigheten inte fastställer kan beslutet inte verkställas.